# Глибоке (Бориспільський район)
Глибоке — село в Україні, у Бориспільському районі Київської області. Населення становить 2,2 тисячі осіб. Входить до складу Бориспільської міської громади.

## Географія
Село Глибоке, колишній центр сільської ради. Розміщене за 10 км на південь від Борисполя і за 13 км від залізничної станції Бориспіль. Лежить на відкритій місцевості, оточеній з усіх сторін полями.

## Історія
Дослідник О. Стороженко відносить Глибоке до сіл, «названий коих указывают на давность их заселення или на внешний вид». Насмілимося припустити, що в назві села відбилися обидва ці чинники. По-перше, поблизу нього виявлено давньоруське городище. По-друге, село розміщене в низовині. Відомо також, що в давнину тут протікала річка Сага, побутують легенди про річку Сагу і серед старожилів села.
Історичні відомості про Глибоке сягають початку XVII ст. У О. І. Барановича читаємо: «Густо заселена в первой половине XVII в. й южная половина Киевского воєводства. Я беру часть его, лежащую к югу й юго-востоку от Києва, которую считают совершенно запустевшей в XVI веке. Начну с территории Левого Днепра. В 1629 году Баришпольская волость — Баришполь, Требухов, Дударков, хутор Старица, Иванков, Глубокое — уплатили за 992 дыма (двора). Площадь волости — около 500 км, жителей — 5952. На 1 км приходится около 12 жителей».
Зустрічаємо назву села і в повідомленнях про події 1630 року. Тоді воно було спалено повстанцями Тараса Федоровича Трясила: «…село Иванков, село Глибоке, село Селище, і Старе Остролуччя спалені»..
З Книг Київського Трибуналу маємо згадку про село за 1630 рік: «встречаем теперь Старицу, Сезанов. Пасечну — на левом берегу Трубежа, южнееза Альтой, Глубокое».
Село на той час належало Софії Данилович, доньці Станіслава Жолкевського. З «Генерального следствія о маетностях Переяславского полка» (1729—1731) дізнаємося, що:
```

```

| ".. село Глубокое, по свидетельству старожилов тамошних, как они запамятают, с давних времен надлежало до ратуши Бориспольской а за гетьмана Самойловича владел им Йван Сулима, а по нем, за Мазепи, Константій Мокіевский а после – сотник Воронковский Івань Берло [3], а за гетьмана Скоропадского – Гаврило Бурляй, а ... ныне владеет господин генерал Вейсбах, но крепостей не обьявлено"[4]. |
1729—1731 роки — Глибоке належало до Бориспільської ратуші. 1762 року один з синів Юхима Дарагана Іван успадковує місто Бориспіль, село Глибоке, село Перегуди.
У XVII—XVIII ст. Глибоке належало до Воронківської сотні Переяславського полку, а з встановленням нового територіального устрою на Лівобережній Україні відійшло до Переяславського повіту Київського намісництва.
У 1751 році збудована церква Покрова Пресвятої Богородиці.
Село є на мапі 1812 року
За даними 1859 року, у Глибокому — 168 дворів, 1526 жителів. У XIX ст. (відомості за 1868 рік) — відноситься до Рогозівського волосного правління.
Революційні події 1905 року докотилися до Переяславщини. Жителі села Глибокого були серед ініціаторів виступів селян проти свавілля місцевих поміщиків. У результаті на кілька днів було зупинено роботу в економіях поміщиків Трепова, Баталіна, Камінського.
На поч. XX ст. у селі було 283 двори, жителів — 1510.
За даними 1921 року, у Глибокому було 60 підприємств: вітряки, маслобойні, кузні. За переписом 1926 року, тут було 576 дворів, 2536 жителів.
У 1930 році створені колгоспи «Перемога» «ім. Шевченка», «Вільний степ». В 1932—1933 роках виконавцями політики Голодомору з села були вивезені всі зернові і продовольчі фонди колективних господарств та особистих господарств селян, внаслідок чого почався голодомор. Свідками трагедії встановлено 102 прізвища померлих з голоду односельчан.
Два роки Глибоке також пробуло під неросійською окупацією (з вересня 1941 — до вересня 1943 року). 1943 року в селі розташовувався штаб Воронезького (згодом 1 Українського) фронту, яким командував М. Ф. Ватутін. На будинку, де був штаб, встановлено меморіальну дошку.
50-ті роки — роки відбудови зруйнованого війною господарства. Тоді на базі кількох колгоспів створюється один — ім. Ватутіна. 1963 року на його базі створено колгосп «Глибоцький». 1979 року у Глибокому — 753 двори, 2524 жителі.
Наприкінці XX ст. у селі розміщується садиба КСП «Глибоцьке», середня школа, медпункт, будинок культури, бібліотека. Дворів — 851, жителів — 2312.

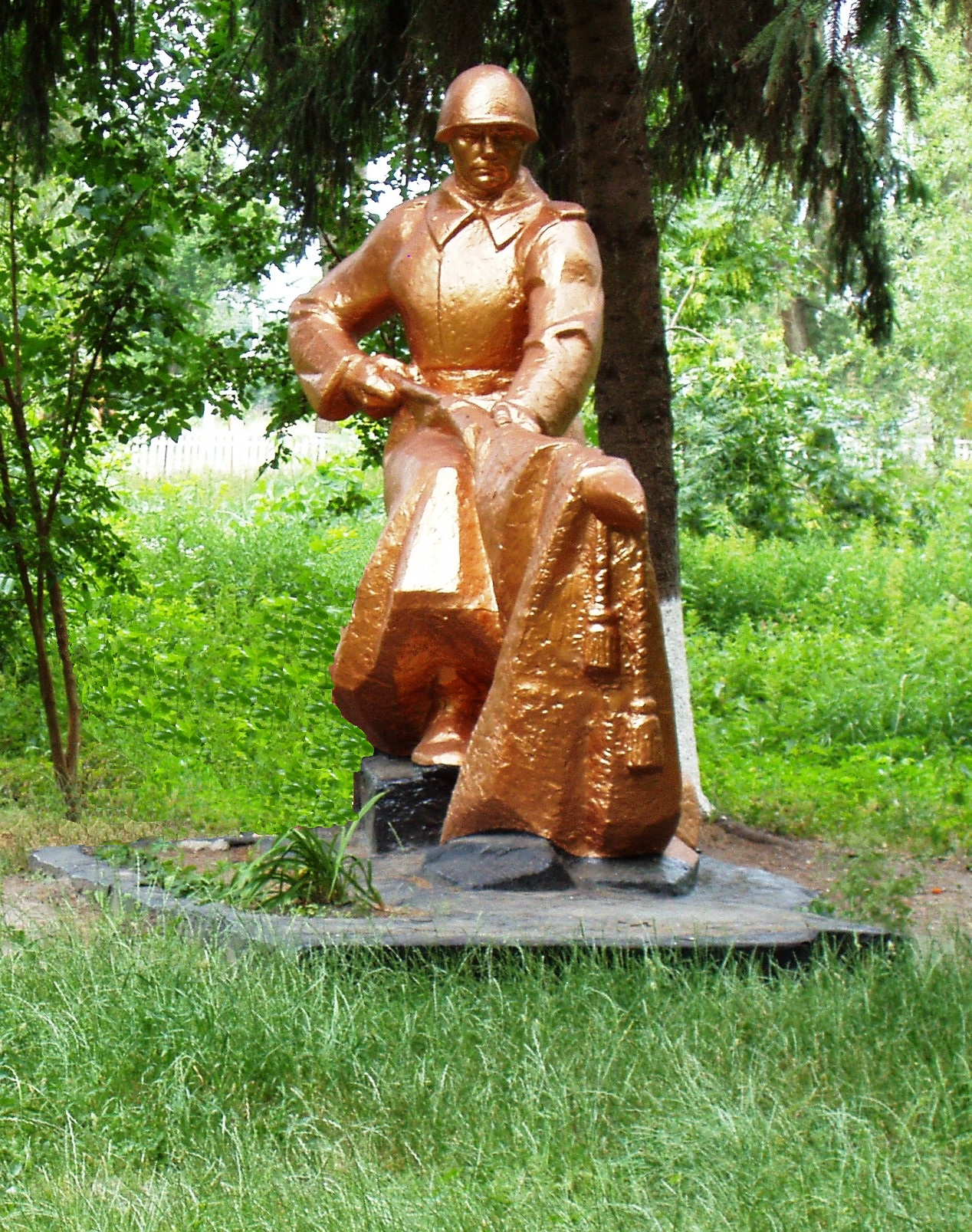
Братська могила воїнів Радянської Армії, які загинули в роки Другої світової війни
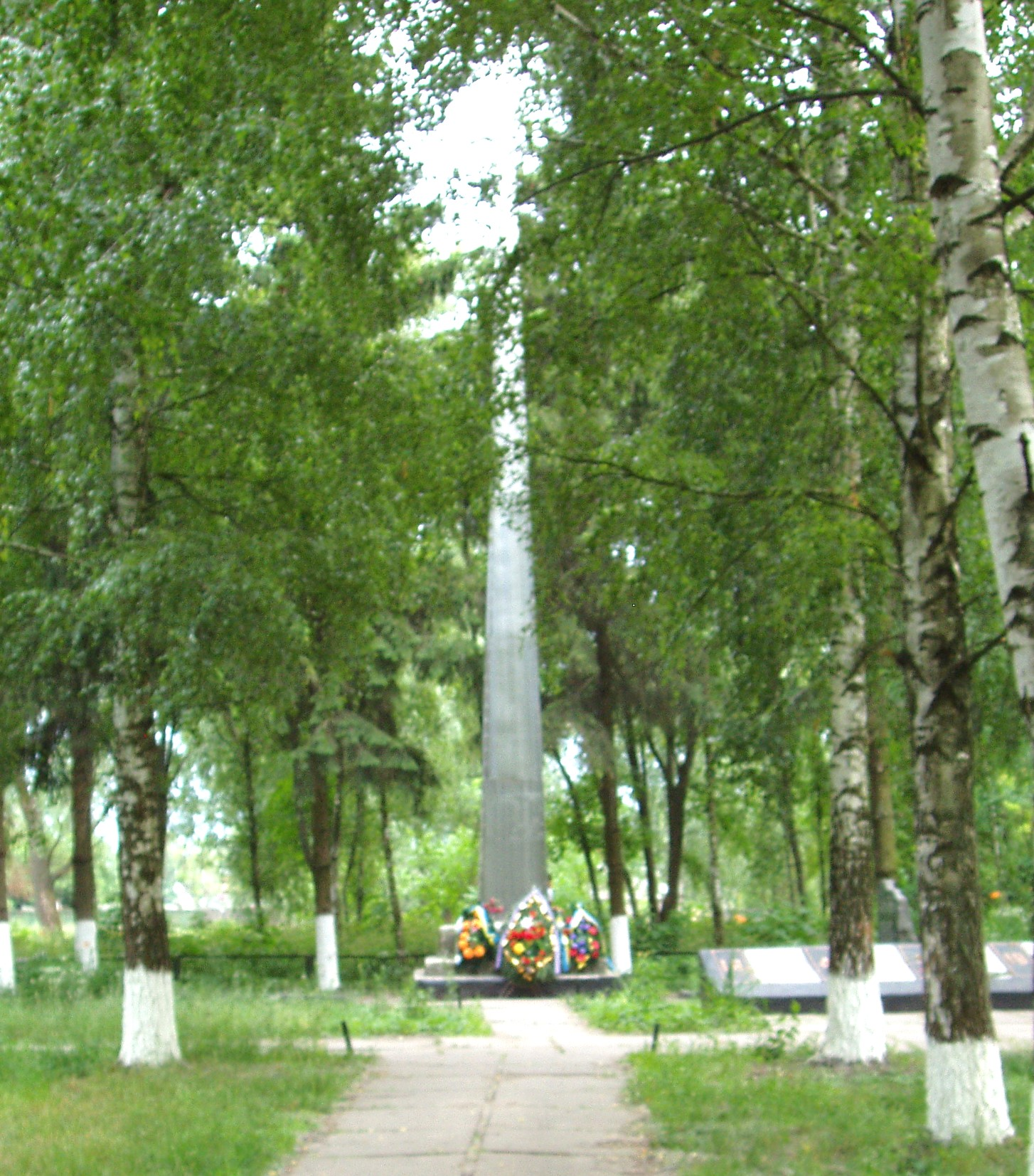
Пам'ятник воїнам-односельцям, які загинули в роки Другої світової війни

## Населення

### Мова
Розподіл населення за рідною мовою за даними перепису 2001 року:
| Мова            | Кількість | Відсоток |
| --------------- | --------- | -------- |
| українська      | 2049      | 97.25%   |
| російська       | 52        | 2.47%    |
| білоруська      | 2         | 0.09%    |
| угорська        | 1         | 0.05%    |
| румунська       | 1         | 0.05%    |
| інші/не вказали | 2         | 0.09%    |
| Усього          | 2107      | 100%     |

## Сьогодення
Економіка села має сільськогосподарсько –промислове направлення. Прилеглі до села землі розпайовані та знаходяться в оренді у сільськогосподарських товариствах. На цих землях вирощуються зернові, зернобобові та овочеві культури. В селі розвивається промислове будівництво, яке надалі має перспективи розширення і зростання. В селі є середня школа І–ІІІ ступенів, дитячий садок на 140 місць, медамбулаторія, будинок культури, бібліотека, дві православні церкви (в с. Глибоке і в с. Городище), кафе та мережа торговельних закладів.

## Видатні уродженці
- Борисенко Данило Михайлович (1921 р.н.) — командир взводу 84-го окремого радіо-батальйону 1-го Українського фронту, надалі — доцент кафедри загальної математики КДУ, 29 років викладав математику на радіо-фізичному, геологічному факультетах. Кавалер бойових і трудових нагород.
- Борисенко Микола Іванович (1935—1997) — депутат Верховної Ради УРСР 11-го скликання, міністр статистики України у 1991—1996 роках.
- Корпач Олег Іванович (1965—2015) — сержант Збройних сил України, учасник російсько-української війни на сході України[9].
- Кубрак Степан Потапович (1922 р.н.) — підполковник у відставці, пройшов війну від Сталінграда до Берліна, має 21 військову нагороду. У відставку пішов з посади начальника ІІ -ї частини Полтавського облвійськкомату.
- Мелащенко-Бойко Марія Андріївна (1928 р.н.) — З 1952 року працювала лікарем обласної стоматологічної поліклініки. З 1971 р. призначена головним лікарем обласної стоматполіклініки, головним спеціалістом Київського облздороввідділу. З 1977 року — лікар Головного ІV управління Міністерства охорони здоров'я.
- Недождій Юхим Павлович (1928 р.н.) — заслужений агроном УРСР, довгі роки очолював місцевий колгосп, а пізніше радгосп. За високі досягнення в праці удостоєний орденів «Леніна», «Знак пошани», «Жовтневої революції», трьох медалей «За трудову доблесть».
- Нога Юрій Вікторович (1973—2012) — український поет, прозаїк, перекладач, журналіст, публіцист, громадський діяч у галузі культури

## Поезія
Пісня про Глибоке
Слова і музика Голуб Ганни Василівни
Моє село найкраще в світі
Мале дитинство тут пройшло
Давно минули юні літа, Глибоке ж тільки розцвіло
Як не любить ранкові роси, Світанки і в цвіту сади, Ставок, де верби довгокосі, Схилилися аж до води
Де недалеко, у зелен гаї, Берізки, ніби у танку
Зустрілись юні і жадані, Немов красуні на балу.
Яке то щастя для людини, Коли, мов ріднеє дитя, Тебе завжди чека в обійми
Святая рідная земля